# William Dufty
William Francis Dufty (Grand Rapids, 2 febbraio 1916 – Birmingham, 28 giugno 2002) è stato uno scrittore statunitense.

## Biografia
Frequentò per alcuni anni la Wayne State University di Detroit, ma la abbandonò prima di ottenere la laurea. Durante il periodo universitario si interessò particolarmente alla causa delle organizzazioni sindacali. Dufty in quel periodo era infatti socio del sindacato United Automobile Workers, scrisse diversi discorsi per il presidente della UAW Walter Reuther, lavorò come giornalista per il Michigan Congress of Industrial Organizations (CIO) News e gestì la pubblicità per l'Americans for Democratic Action. 
Dopo aver combattuto nella seconda guerra mondiale sul fronte francese, tornò negli Stati Uniti dove si sposò con Maely Bartholomew, arrivata a New York durante il conflitto dopo aver perso la famiglia nei campi di concentramento nazisti. Maely abitava vicino a Harlem, ed era grande amica di Billie Holiday, che fu fra l'altro madrina di battesimo della loro prima figlia Bevan. Dufty raccolse la storia di Billie Holiday e nel 1956 scrisse il libro La signora del blues, da cui venne tratto l'omonimo film nel 1972 con Diana Ross come interprete principale. 
Dopo il divorzio dalla prima moglie, Dufty incontrò l'attrice Gloria Swanson, che lo introdusse allo stile di vita macrobiotico, di cui divenne un appassionato sostenitore. Nel 1975 scrisse la sua opera più famosa, Sugarblues, il mal di zucchero, in cui accusava lo zucchero di provocare dipendenza e causare gravi danni al fisico umano. Il libro vendette 1.6 milioni di copie nel mondo.
Dufty e Gloria Swanson si sposarono nel 1976. Negli anni successivi egli aiutò l'anziana attrice a scrivere la propria autobiografia Memorie, che fu pubblicata nel 1981.

## Opere
- La signora del blues, Billie Holiday e William Dufty, 1956
- My Father- My Son, Edward G Robinson, Jr. with William Dufty, 1958
- Spoiled Priest: the Autobiography of an Ex-Priest, Gabriel Longo, University Books, 1966.
- Mannequin My Life as a Model, Carolyn Kenmore, Bartholomew House Press, 1969.
- Sugarblues, il mal di zucchero, 1975
- Memorie, Gloria Swanson, Random House, 1980